# Karl von Massenbach
Karl Christoph Wilhelm von Massenbach (né le 7 mai 1752 à Radmannshöfen et mort le 10 août 1821 à Berlin) est un général de division prussien et commandant de division de la Landwehr.

## Biographie

### Origine
Les parents de Karl von Massenbach sont Karl Wilhelm von Massenbach (1714-1761) et son épouse Marie Hélène, née von Negelein (morte en 1764).

### Carrière militaire
Massenbach s'inscrit comme étudiant à l'Université de Königsberg le 13 février 1767, mais en 1769 il rejoint le 8e régiment de dragons « von Platen » de l'armée prussienne en tant que caporal privé. Là, il devient sous-lieutenant au début de septembre 1773 et participe à la guerre de Succession de Bavière en 1778/79. Après la guerre, il devient premier lieutenant le 9 juin 1785 et capitaine d'état-major le 4 avril 1790. En tant que tel, il combat lors de la campagne de Pologne de 1794/95. Le 2 mars 1795, il est promu major, le 23 octobre 1800 commandant d'escadron et le 29 mai 1806 lieutenant-colonel. Massenbach combat également dans la guerre de la Quatrième Coalition.
Après la paix de Tilsit, il est nommé membre de la Commission de réorganisation militaire le 25 juillet 1807 et Massenbach reçoit également une allocation de 300 thalers le 16 décembre 1807. Il est promu colonel le 13 mars 1808 et devient le 4 octobre 1808 commandant du 2e régiment de dragons de Prusse-Occidentale, mais reste membre de la Commission de réorganisation militaire. Le 5 décembre 1809, il accompagne le roi Frédéric-Guillaume III à Berlin. Le 16 janvier 1810, il est nommé membre de la Commission d'enquête immédiate (de), où il est censé enquêter sur les événements concernant la cavalerie. Son régiment est alors dirigé par le major Leopold von Bülzingslöwen (de). Mais le 15 décembre 1810, Massenbach reçoit sa démission avec le titre de général de division et une pension de 800 thalers. Pour ses services, Massenbach reçoit l'Ordre Pour le Mérite le 25 novembre 1811. À l'approche des guerres napoléoniennes, il est réintégré comme commandant de division de la Landwehr le 18 mars 1813. Pendant la guerre, il participe ensuite à la bataille de Dennewitz. En 1814, Massenbach est de nouveau rendu inactif. Il meurt le 10 août 1821 à Berlin et est enterré au cimetière de la porte de Halle.

### Famille
Massenbach se marie avec Charlotte de Genée (1758-1851) le 3 août 1787. Le couple a plusieurs enfants :
- Julie (1792-1793)
- Karl Adolf (1794-1849), lieutenant-colonel, deuxième commandant de Coblence marié en 1823 avec Adelheid von Bassewitz[5], fille du président du district Friedrich Magnus von Bassewitz
- Mathilde Aurore (née en 1795)
- Leo (de) (1797-1880), président du district de Düsseldorf marié avec Karoline Stettler (1809-1877)